# Wanlessia
Genre
Wanlessia est un genre d'araignées aranéomorphes de la famille des Salticidae.

## Distribution
Les espèces de ce genre se rencontrent en Malaisie au Sarawak et à Taïwan,.

## Liste des espèces
Selon World Spider Catalog (version 18.0, 26/05/2017) :
- Wanlessia denticulata Peng, Tso & Li, 2002
- Wanlessia sedgwicki Wijesinghe, 1992

## Étymologie
Ce genre est nommé en l'honneur de Fred R. Wanless.

## Publication originale
- Wijesinghe, 1992 : A new genus of jumping spider from Borneo with notes on the spartaeine palp (Araneae: Salticidae). The Raffles Bulletin of Zoology, vol. 40, no 1, p. 9-19 (texte intégral).